# 鬼咁串
《鬼咁串》，台灣上映時片名為《猛鬼出千》，是1988年上映的一部香港恐怖鬼片，由陳流執導，黃德良監製，蕭玉龍、王青、太保、盧海鵬主演。此電影因涉及三合會題材，於再版影碟時被香港電影分級制度評定為第III級的電影，但電影上映時尚未有此制度。

## 劇情
本片講述劉大發(王青 飾)及李阿狗(太保 飾)為黑社會大哥，在一次互相爭奪少女Monica的衝突中雙雙被對方射殺。兩人死後在地府看到很多以往跟隨他們的小弟都不得善终，受到種種酷刑。生前做盡壞事的他們因怕受酷刑而逃出地府。回到人間後因後悔以往所作所為而改邪歸正，偶爾碰上了他倆都認識的拉皮條阿明(蕭玉龍 飾)。兩位大哥為表善意用盡方法幫助阿明嬴得美人歸，但兩人亦在婚宴間被地府判官(盧海鵬 飾)捉回地府。

## 演員表
| 演員   | 角色                         |
| 蕭玉龍 | 姜明 從事拉皮條 Monica之男友 |
| 王青   | 劉大發 發瘟劉                |
| 太 保  | 李阿狗 生滋狗                |
| 盧海鵬 | 地府判官                     |
| 劉兆銘 | 施公 Monica之父              |
| 鍾發   | 劉大發妻之哥哥 研究靈魂學    |
| 陳龍   |                              |
| 黃德良 | 爆炸 李阿狗頭馬手下          |
| 譚天   | 東邪 從事拉皮條              |
| 宋金來 | 西毒 從事拉皮條              |
| 鄭婉雯 | 劉大發之妻                   |
| 孟麗萍 | 李阿狗之妻                   |
| 廖珮如 | Monica 姜明之女友            |
| 劉俊輝 | 毛哥 劉大發頭馬手下          |
| 杜少明 |                              |
| 曾楚霖 |                              |
| 魚頭雲 | 南蠻 從事拉皮條              |
| 何柏光 | 棺材店店主                   |
| 夏占士 |                              |

## 外部連結
- 香港影庫上《鬼咁串》的資料（繁體中文）
- 互联网电影数据库（IMDb）上《鬼咁串》的资料（英文）